# 沈金龙
沈金龙（1956年10月—），上海市人。中国人民解放军海军上将。现任全国人大财经委副主任委员。中国共产党第十九届中央委员。

## 生平
曾任中国人民解放军海军北海舰队旅顺保障基地司令员、北海舰队驱逐舰第十支队支队长。2010年，任中国人民解放军海军大连舰艇学院院长。2011年，任中国人民解放军海军指挥学院院长。2014年9月，任中国人民解放军海军南海舰队副司令员。2014年12月，任中国人民解放军广州军区副司令员兼海军南海舰队司令员。2016年1月，任新组建的中国人民解放军南部战区副司令员兼南部战区海军司令员。2017年1月17日，升任中国人民解放军海军司令员。2018年2月24日，当选为第十三届全国人大代表。
2010年7月，晋升海军少将军衔。2016年7月，晋升海军中将军衔。2019年7月，晋升海军上将军衔。